# Zipflbob

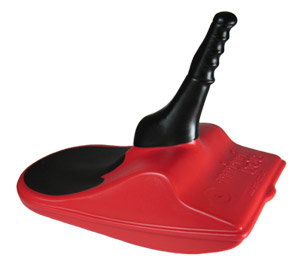
Esempio di Zipflbob o mini bob

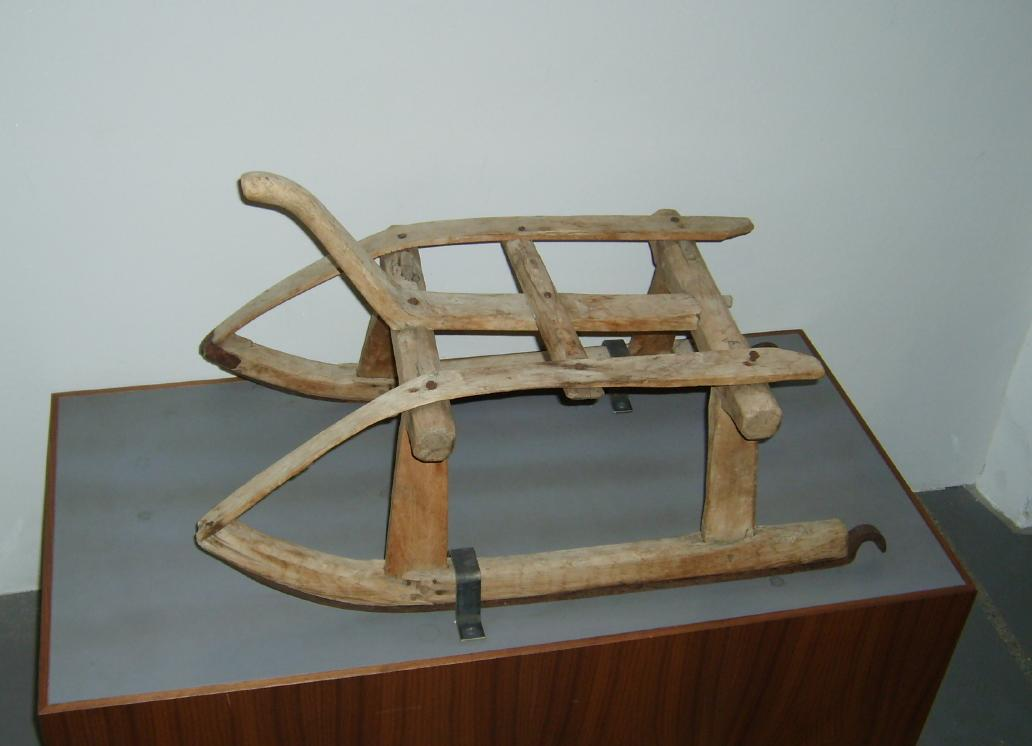
La slitta esposta al museo

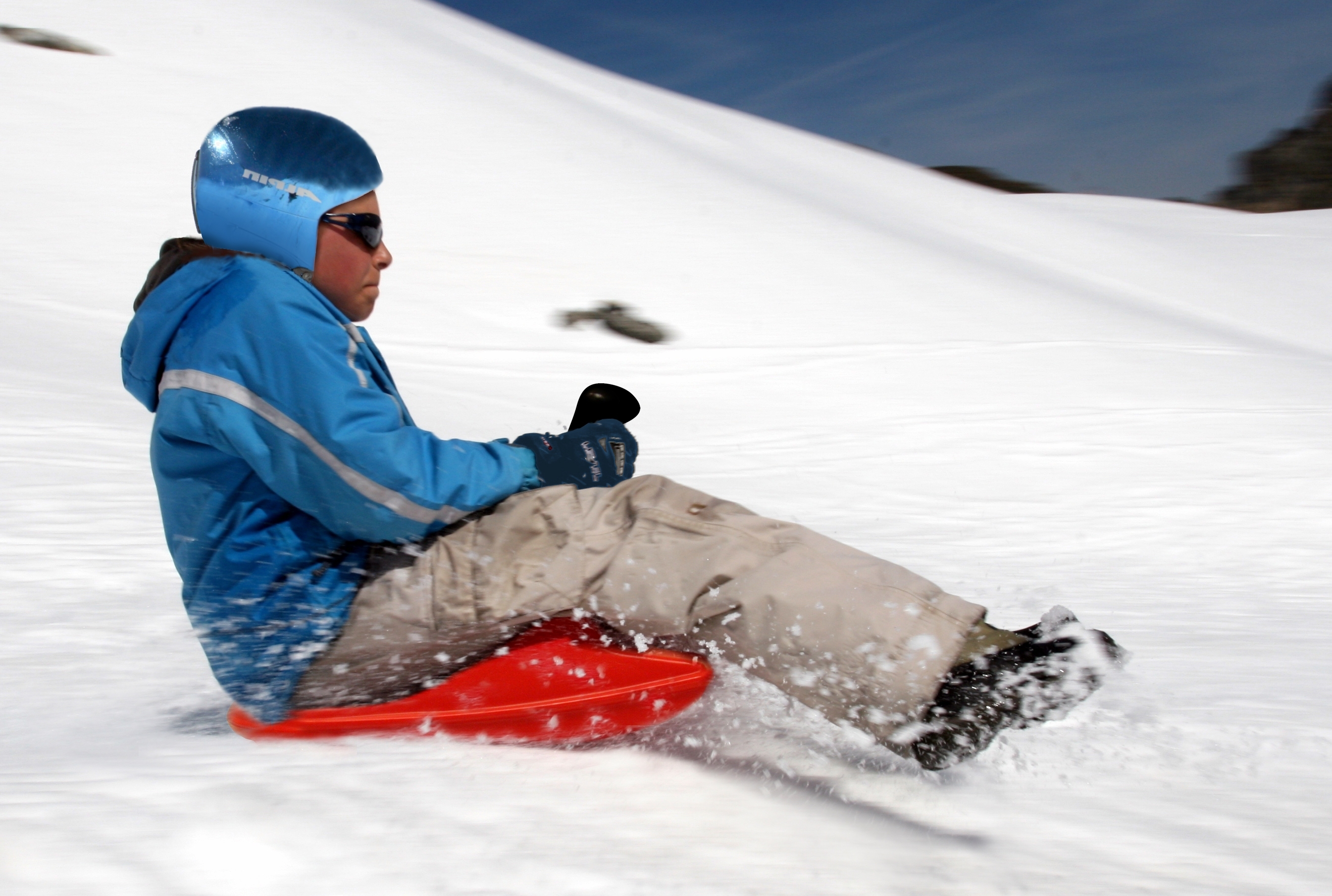
Utilizzo del mini bob

Il Zipflbob, Zipfybob o anche Minibob è una tipologia di slitta-bob inventato nel 1970 da Siegmund Loger presso Kitzbühel in Austria.

## Storia e tecnica
Il mini bob è nato dall'idea di scendere sulla neve utilizzando una pala. Nel 1970 Siegmund Loger realizzò di trasformare l'idea in un attrezzo sportivo, che assomigliasse ad un bob. Iniziò anche a vendero con il marchio per articoli sportivi Loger.
La parte più importante di questo mini bob è la maniglia in mezzo alla gambe che funge da freno ma anche da volante durante la discesa. Inoltre possiede un sedile in polietene, quindi leggermente diverso dalla tipica slitta. Il tutto per un peso di circa 2 chilogrammi.

## Precursori storici
Nella realtà l'idea di avere una maniglia su una slitta non è totalmente nuova come dimostra un'antica slitta con una maniglia centrale esposta nel museo tirolese d'Arte Popolare a Innsbruck. Questo precursore del mini bob presenta inoltre dei ganci metallici utilizzabili come freni aggiuntivi, inclinando la slitta.

## Repliche
Attualmente, si sono aggiunti altri produttori dei mini bob, con il marchio "Zione" e "Zipfy". Un ulteriore sviluppo è nato sotto il nome di "Zipflracer". Lo Zione e Zipfy sono le versioni aggiornate dell'originale mini bob, con piccole differenze dal punto di vista tecnico. Il Zipflracer invece presenta un aspetto differente, ma altrettanto differenti risultano la sua struttura, essendo meno adatto ai bambini.
Esiste anche una versione 2.0 del Zipflbob, che differisce dall'originale Mini Bob con due fori sulla parete esterna, che permettono di aggiungere due aste metalliche con annesse ruote. Tali modifiche fanno raggiungere al mini bob una velocità sull'asfalto di 100 chilometri all'ora.

## Il mini bob nelle competizioni sportive
Dal 1999 si effettuano competizioni sportive con il mini bob. Queste si svolgono con la discesa di quattro piloti contemporaneamente su di un percorso che presenta curve paraboliche e salti. I primi due arrivati accedono alla fase successiva della competizione fino alla fine. Tuttavia esistono anche altre tipologie di gare dove come la di discesa ed il downhill.
Nel 2002 si sono tenuti i primi campionati internazionali di Zipflbob in Austria, Germania e Svizzera, dove sono state adottate regole FIS.
Nel settembre 2009 è stata istituite l'associazione mondiale di Zipflbob, l'International Federation Zipflbob (IRR). Nella stagione 2009/2010 si sono svolte 30 gare ufficiali, secondo il calendario della IRR. Per la prima volta le competizioni si sono svolte in tutto il mondo. Oltre ai paesi originali, quali Austria, Germania e Svizzera, si sono aggiunti gli Stati Uniti, l'Italia e la Francia.
L'attuale record mondiale di velocità (2009) è di 157,34 km/h ottenuti presso la pista Frederik Pitztal.